# Tilghmanton
Tilghmanton es un lugar designado por el censo ubicado en el condado de Washington en el estado estadounidense de Maryland. En el Censo de 2010 tenía una población de 465 habitantes y una densidad poblacional de 386,93 personas por km².

## Geografía
Tilghmanton se encuentra ubicado en las coordenadas 39°31′43″N 77°44′37″O / 39.52861, -77.74361. Según la Oficina del Censo de los Estados Unidos, Tilghmanton tiene una superficie total de 1.2 km², de la cual 1.2 km² corresponden a tierra firme y (0%) 0 km² es agua.

## Demografía
Según el censo de 2010, había 465 personas residiendo en Tilghmanton. La densidad de población era de 386,93 hab./km². De los 465 habitantes, Tilghmanton estaba compuesto por el 96.34% blancos, el 2.37% eran afroamericanos, el 0% eran amerindios, el 0.22% eran asiáticos, el 0% eran isleños del Pacífico, el 0% eran de otras razas y el 1.08% pertenecían a dos o más razas. Del total de la población el 0.43% eran hispanos o latinos de cualquier raza.